# موجودية

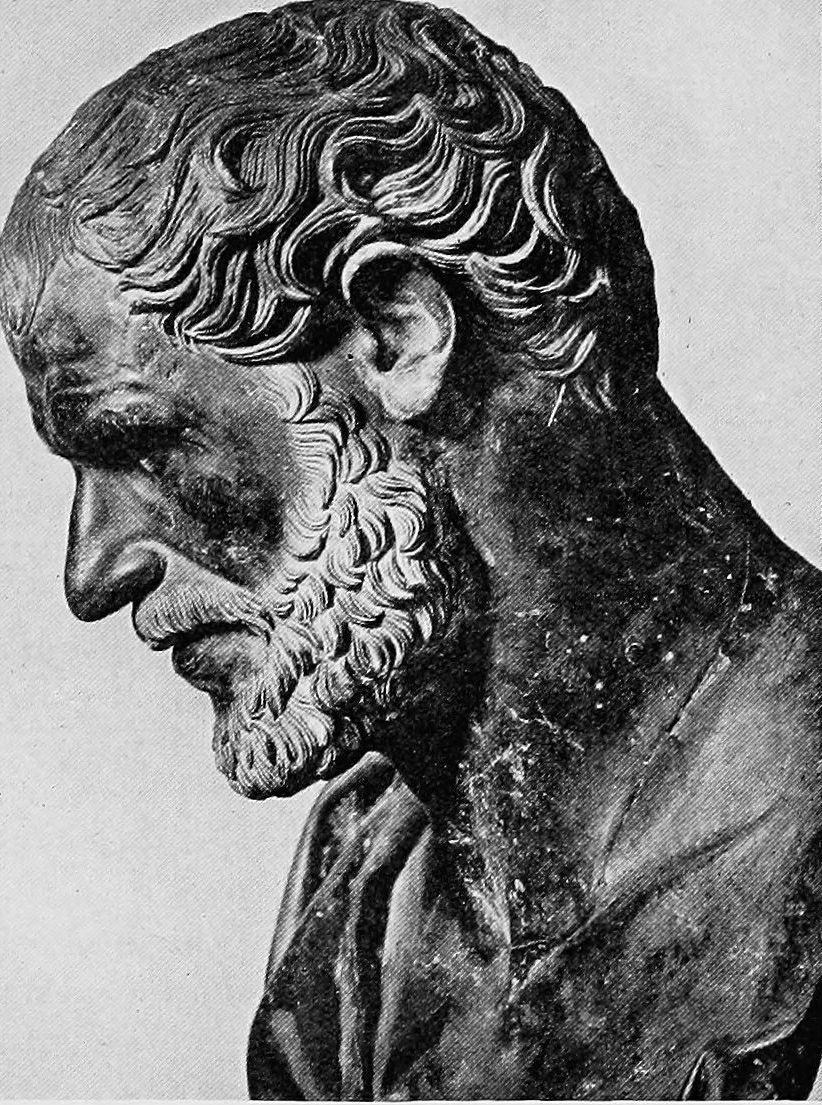

الموجودية لغة هي كون الشيء موجودا. في الاصطلاح ترادفها بالفرنسية étantité التي تطلق على ‍الوجود الأعلى. وتطلق على الجوهر.